# Cerkiew Opieki Matki Bożej w Kiviõli
Cerkiew Opieki Matki Bożej – cerkiew w Kiviõli, należąca do parafii Estońskiego Kościoła Prawosławnego.
Cerkiew zajmuje budynek wzniesiony na potrzeby parafii katolickiej, przejęty przez wspólnotę prawosławną w 1940. Został on poświęcony 22 lipca 1995 przez metropolitę Tallinna i całej Estonii Korneliusza (Jakobsa). We wnętrzu znajduje się jednorzędowy ikonostas. Ponad prezbiterium widoczne jest malowidło przedstawiające Opiekę Matki Bożej nad całym światem.